# أنان كنودسن
أنان كنودسن (بالنرويجية البوكمول: Andreas Knudsen)‏ هو مجدف نرويجي، ولد في 23 نوفمبر 1887 في Drammen ‏ في النرويج، وتوفي في 11 فبراير 1982 في أوسلو في النرويج.

## وصلات خارجية
- أنان كنودسن على موقع الاتحاد الدولي للتجديف (الإنجليزية)
- أنان كنودسن على موقع أوليمبيديا (الإنجليزية)